# Tendinosi
Le tendinosi sono tendinopatie croniche, da cui il nome tendinite cronica, caratterizzate dalla presenza di una lesione del tendine a livello cellulare. Si ritiene possano essere causata dalla presenza di strappi microscopici nel tessuto connettivo, presente all'interno e intorno al tendine, che porta a un aumento dell'attività di riparazione nel tendine stesso, portando a una riduzione del carico di rottura ed eventualmente alla rottura del tendine.
Nelle tendinosi si possono osservare alterazione degenerative nella matrice extracellulare, aumentate cellularità e vascolarizzazione e assenza di cellule caratteristiche della risposta immunitaria, motivo quest'ultimo per cui vanno distinte dalle tendiniti.